# Timothy Hutton
Timothy Hutton (Malibu, 1960. augusztus 16. –) Oscar- és kétszeres Golden Globe-díjas amerikai színész, filmrendező.
Az Átlagemberek (1980) című filmdrámával legjobb férfi mellékszereplőként vezetett át egy Oscart és két Golden Globe-ot – az Oscar története során az akkor húszéves Hutton volt a legfiatalabb, akit a kategóriában kitüntettek.
Ezt követően fontosabb szerepei voltak a Takarodó (1981) – mellyel ismét Golden Globe-ra jelölték –, a Sólyom és a nepper (1985), a Halálos árnyék (1993) és a Gyönyörű lányok (1996) című filmekben. Rendezőként 1997-ben debütált a mozivásznon Egy alagút Kínába című filmdrámájával.
2008 és 2012 között a Lépéselőnyben című akciósorozatban alakította Nathan "Nate" Fordot. Szerepelt a Jack Ryan 2018-ban sugárzott 1. évadjában is.

## Filmográfia

### Film
| Év   | Magyar cím           | Eredeti cím                       | Szerep                                             | Magyar hang          |
| ---- | -------------------- | --------------------------------- | -------------------------------------------------- | -------------------- |
| 1965 |                      | Never Too Late                    | apjához szaladó fiú (stáblistán nincs feltüntetve) |                      |
| 1980 | Átlagemberek         | Ordinary People                   | Conrad Jarrett                                     | Lippai László        |
| 1981 | Takarodó             | Taps                              | Brian Moreland kadét őrnagy                        | Lippai László        |
| 1983 |                      | Daniel                            | Daniel Isaacson                                    |                      |
| 1984 | Jégbefagyott ember   | Iceman                            | Dr. Stanley Shephard                               | Markovics Tamás      |
| 1985 | Sólyom és a nepper   | The Falcon and the Snowman        | Christopher Boyce                                  | Forgács Péter        |
| 1985 | Sólyom és a nepper   | The Falcon and the Snowman        | Christopher Boyce                                  | Hanyecz Róbert       |
| 1985 |                      | Turk 182                          | Jimmy Lynch                                        |                      |
| 1987 | Mennyei szerelem     | Made in Heaven                    | Mike Shea / Elmo Barnett                           | Sztarenki Pál        |
| 1988 |                      | A Time of Destiny                 | Jack                                               |                      |
| 1988 | Becsapva             | Betrayed                          | zsonglőr a vásáron (stáblistán nincs feltüntetve)  |                      |
| 1988 | Szép volt, fiú!      | Everybody's All-American          | Donnie "Cake" McCaslin                             |                      |
| 1989 | Tavaszi vizek        | Torrents of Spring                | Szanyin                                            | Hirtling István      |
| 1990 | Hol az igazság?      | Q&A                               | Aloysius Francis Reilly                            | Reisenbüchler Sándor |
| 1993 | A beugró             | The Temp                          | Peter Derns                                        | Forgács Péter        |
| 1993 | Halálos árnyék       | The Dark Half                     | Thad Beaumont / George Stark                       | Jámbor József        |
| 1995 | Francia csók         | French Kiss                       | Charlie Lytton                                     | Holl Nándor          |
| 1995 | Az utolsó üzenet     | The Last Word                     | Martin Ryan                                        | Rékasi Károly        |
| 1996 | Gyönyörű lányok      | Beautiful Girls                   | Willie Conway                                      | Széles László        |
| 1996 | A tűz melege         | The Substance of Fire             | Martin Geldhart                                    | Lux Ádám             |
| 1997 | Acélváros            | City of Industry                  | Lee Egan                                           | Barát Attila         |
| 1997 | Istent játszva       | Playing God                       | Raymond Blossom                                    | Stohl András         |
| 1997 | Egy alagút Kínába    | Digging to China                  | filmrendező                                        | –                    |
| 1999 | A tábornok lánya     | The General's Daughter            | William Kent ezredes                               | Epres Attila         |
| 1999 | Kritikus helyzet     | Deterrence                        | Marshall Thompson                                  |                      |
| 2000 |                      | Just One Night                    | Isaac Alder                                        |                      |
| 2002 | Napfényes Florida    | Sunshine State                    | Jack Meadows                                       |                      |
| 2004 | A titkos ablak       | Secret Window                     | Ted Milner                                         | Sztarenki Pál        |
| 2004 | Kinsey               | Kinsey                            | Paul Gebhard                                       | Papp Dániel          |
| 2005 | Elvágyódás           | Turning Green                     | Bill                                               |                      |
| 2006 | Az utolsó vakáció    | Last Holiday                      | Matthew Kragen                                     | Selmeczi Roland      |
| 2006 | Stephanie Daley      | Stephanie Daley                   | Paul Crane                                         | Oberfrank Pál        |
| 2006 | Gyilkos labirintus   | The Kovak Box                     | David Norton                                       | Forgács Péter        |
| 2006 |                      | Heavens Fall                      | Samuel Leibowitz                                   |                      |
| 2006 |                      | Falling Objects (rövidfilm)       | Oscar Peters                                       |                      |
| 2006 |                      | Off the Black                     | Mr. Tibbel                                         |                      |
| 2006 | Az ügynökség         | The Good Shepherd                 | Thomas Wilson                                      |                      |
| 2007 | Az utolsó Mimic      | The Last Mimzy                    | David Wilder                                       |                      |
| 2007 | Férfigondok          | When a Man Falls in the Forest    | Gary                                               | Epres Attila         |
| 2008 | Az ábécés gyilkos    | The Alphabet Killer               | Richard Ledge                                      | Kőszegi Ákos         |
| 2008 | Az ábécés gyilkos    | The Alphabet Killer               | Richard Ledge                                      | Kárpáti Levente      |
| 2008 | Gyilkos hasonmás     | Reflections                       | Tom                                                | Kőszegi Ákos         |
| 2008 | Kuszaságok           | Lymelife                          | Charlie Bragg                                      | Epres Attila         |
| 2009 |                      | Broken Hill                       | George McAlpine                                    |                      |
| 2009 | A játék neve: halál  | The Killing Room                  | Crawford Haines                                    | Kárpáti Levente      |
| 2009 |                      | Brief Interviews with Hideous Men | 30. alany                                          |                      |
| 2009 |                      | Multiple Sarcasms                 | Gabriel                                            |                      |
| 2009 | Rabulejtő szerelem   | Serious Moonlight                 | Ian                                                | Lippai László        |
| 2010 | Szellemíró           | The Ghost Writer                  | Sidney Kroll                                       | Epres Attila         |
| 2013 | Erősebb a szavaknál  | Louder Than Words                 | Bruce Komiske                                      | Csuja Imre           |
| 2015 |                      | #Horror                           | Dr. Michael White                                  |                      |
| 2017 | A világ összes pénze | All the Money in the World        | Oswald Hinge                                       | Berzsenyi Zoltán     |
| 2018 | Csodálatos fiú       | Beautiful Boy                     | Dr. Brown                                          | Epres Attila         |
| 2020 | Gloria dicsősége     | The Glorias                       | Leo Steinem                                        |                      |

### Televízió
Tévéfilmek
| Év   | Magyar cím                             | Eredeti cím                              | Szerep                  | Magyar hang          |
| ---- | -------------------------------------- | ---------------------------------------- | ----------------------- | -------------------- |
| 1978 |                                        | Zuma Beach                               | Art                     |                      |
| 1979 | Halálos véletlen                       | Friendly Fire                            | John Mullen             |                      |
| 1979 |                                        | The Best Place to Be                     | Tommy Callahan          |                      |
| 1979 |                                        | And Baby Makes Six                       | Jason Cramer            |                      |
| 1979 |                                        | Young Love, First Love                   | Derek Clayton           |                      |
| 1980 |                                        | The Oldest Living Graduate               | Whopper Turnbill kadét  |                      |
| 1980 | Apaszerepben                           | Father Figure                            | Jim                     |                      |
| 1981 |                                        | A Long Way Home                          | Donald Branch           |                      |
| 1992 |                                        | Strangers                                | Tom                     |                      |
| 1993 |                                        | Zelda                                    | F. Scott Fitzgerald     |                      |
| 1996 |                                        | Mr. and Mrs. Loving                      | Richard Loving          |                      |
| 1997 | A halál éjfélkor érkezik               | Dead by Midnight                         | John Larkin / Sam Ellis | Kőszegi Ákos         |
| 1998 | A belső ellenség                       | Aldrich Ames: The Traitor Within         | Aldrich Ames            | Szabó Sipos Barnabás |
| 1998 | Pénzforgatók                           | Vig                                      | Frankie                 |                      |
| 2000 |                                        | The Golden Spiders: A Nero Wolfe Mystery | Archie Goodwin          |                      |
| 2000 | Bérgyilkosok kézikönyve                | Deliberate Intent                        | Rod Smolla              |                      |
| 2001 | Tomboló vírus – A harmadik világháború | WW3                                      | Larry Sullivan          |                      |
| 2006 | Bosszúálló kerestetik                  | Avenger                                  | Frank McBride           | Háda János           |

Sorozatok
| Év        | Magyar cím                           | Eredeti cím                   | Szerep                | Megjegyzések                          |
| --------- | ------------------------------------ | ----------------------------- | --------------------- | ------------------------------------- |
| 1972–1980 |                                      | The Wonderful World of Disney | Paul Winters          | 2 epizód                              |
| 1986      |                                      | Amazing Stories               | nem szerepel          | rendező (1 epizód)                    |
| 2001–2002 |                                      | A Nero Wolfe Mystery          | Archie Goodwin        | 20 epizód rendező (7 epizód)          |
| 2004      | 5 nap az élet                        | 5ive Days to Midnight         | J.T. Neumeyer         | minisorozat (5 epizód)                |
| 2006–2007 | Váltságdíj                           | Kidnapped                     | Conrad Cain           | 13 epizód                             |
| 2008–2012 | Lépéselőnyben                        | Leverage                      | Nathan Ford           | 76 epizód magyar hangja Csankó Zoltán |
| 2015      |                                      | Public Morals                 | Mr. O                 | 2 epizód                              |
| 2015      | Bűnök és előítéletek                 | American Crime                | Russ Skokie           | 11 epizód                             |
| 2016      | Bűnök és előítéletek                 | American Crime                | Dan Sullivan edző     | 10 epizód                             |
| 2017      | Bűnök és előítéletek                 | American Crime                | Nicholas Coates       | 5 epizód                              |
| 2018      | Jack Ryan                            | Jack Ryan                     | Nathan Singer         | 5 epizód                              |
| 2018      | A Hill-ház szelleme                  | The Haunting of Hill House    | Hugh Crain            | 6 epizód magyar hangja Stohl András   |
| 2018–2019 | Hogyan ússzunk meg egy gyilkosságot? | How to Get Away with Murder   | Emmett Crawford       | 15 epizód                             |
| 2019–2020 |                                      | Almost Family                 | Leon Bechley          | 13 epizód                             |
| 2022      |                                      | Women of the Movement         | Jesse J. Breland      | 4 epizód                              |
| 2023      | S.W.A.T. – Különleges egység         | S.W.A.T.                      | Mack Boyle DEA-ügynök | 2 epizód                              |

## Fordítás
- Ez a szócikk részben vagy egészben  a   Timothy Hutton című angol Wikipédia-szócikk ezen változatának fordításán alapul.  Az eredeti cikk szerkesztőit annak laptörténete sorolja fel. Ez a jelzés csupán a megfogalmazás eredetét és a szerzői jogokat jelzi, nem szolgál a cikkben szereplő információk forrásmegjelöléseként.